# Evolve
Evolve – czwarte wydawnictwo spod znaku LIVE prezentujące występ na żywo brytyjskiej grupy metalowej Paradise Lost.
Jest to połączenie dwóch wcześniej wydanych materiałów na które składa się Harmony Breaks + One Second Live oraz teledyski. Nie jest to jednak połączenie całości tych materiałów a jedynie ich część, które zostało wydane jako DVD.

## Lista utworów
| Nr  | Tytuł utworu                   | Długość |
| --- | ------------------------------ | ------- |
| 1.  | „Mortals Watch the Day (Live)” | 03:40   |
| 2.  | „Joys of the Emptiness (Live)” | 03:05   |
| 3.  | „Your Hand In Mine (Live)”     | 06:35   |
| 4.  | „Widow (Live)”                 | 02:55   |
| 5.  | „Shallow Seasons (Live)”       | 04:35   |
| 6.  | „Pity the Sadness (Live)”      | 05:45   |
| 7.  | „As I Die (Live)”              | 03:30   |
| 8.  | „As I Die”                     | 03:35   |
| 9.  | „Pity the Sadness”             | 04:14   |
| 10. | „True Belief”                  | 04:30   |
| 11. | „Embers Fire”                  | 04:30   |
| 12. | „Widow”                        | 03:05   |
| 13. | „Say Just Words (Live)”        | 04:02   |
| 14. | „Hallowed Land (Live)”         | 05:03   |
| 15. | „Blood of Another (Live)”      | 03:47   |
| 16. | „True Belief (Live)”           | 04:30   |
| 17. | „Disappear (Live)”             | 04:25   |
| 18. | „Lydia (Live)”                 | 03:30   |
| 19. | „Dying Freedom (Live)”         | 03:25   |
| 20. | „Mercy (Live)”                 | 04:15   |
| 21. | „Shadowkings (Live)”           | 04:34   |
| 22. | „The Sufferer (Live)”          | 04:35   |
| 23. | „Remembrance (Live)”           | 03:10   |
| 24. | „Forever Failure (Live)”       | 04:20   |
| 25. | „Soul Courageous (Live)”       | 03:00   |
| 26. | „One Second (Live)”            | 03:30   |
| 27. | „This Cold Life (Live)”        | 03:50   |
| 28. | „Embers Fire (Live)”           | 04:25   |
| 29. | „As I Die (Live)”              | 03:40   |
| 30. | „The Last Time (Live)”         | 03:20   |
| 31. | „The Last Time”                | 03:35   |
| 32. | „Forever Failure”              | 04:40   |
| 33. | „Say Just Words”               | 04:07   |
| 34. | „One Second”                   | 03:27   |
|     |                                | 2:17:09 |